# Томпак

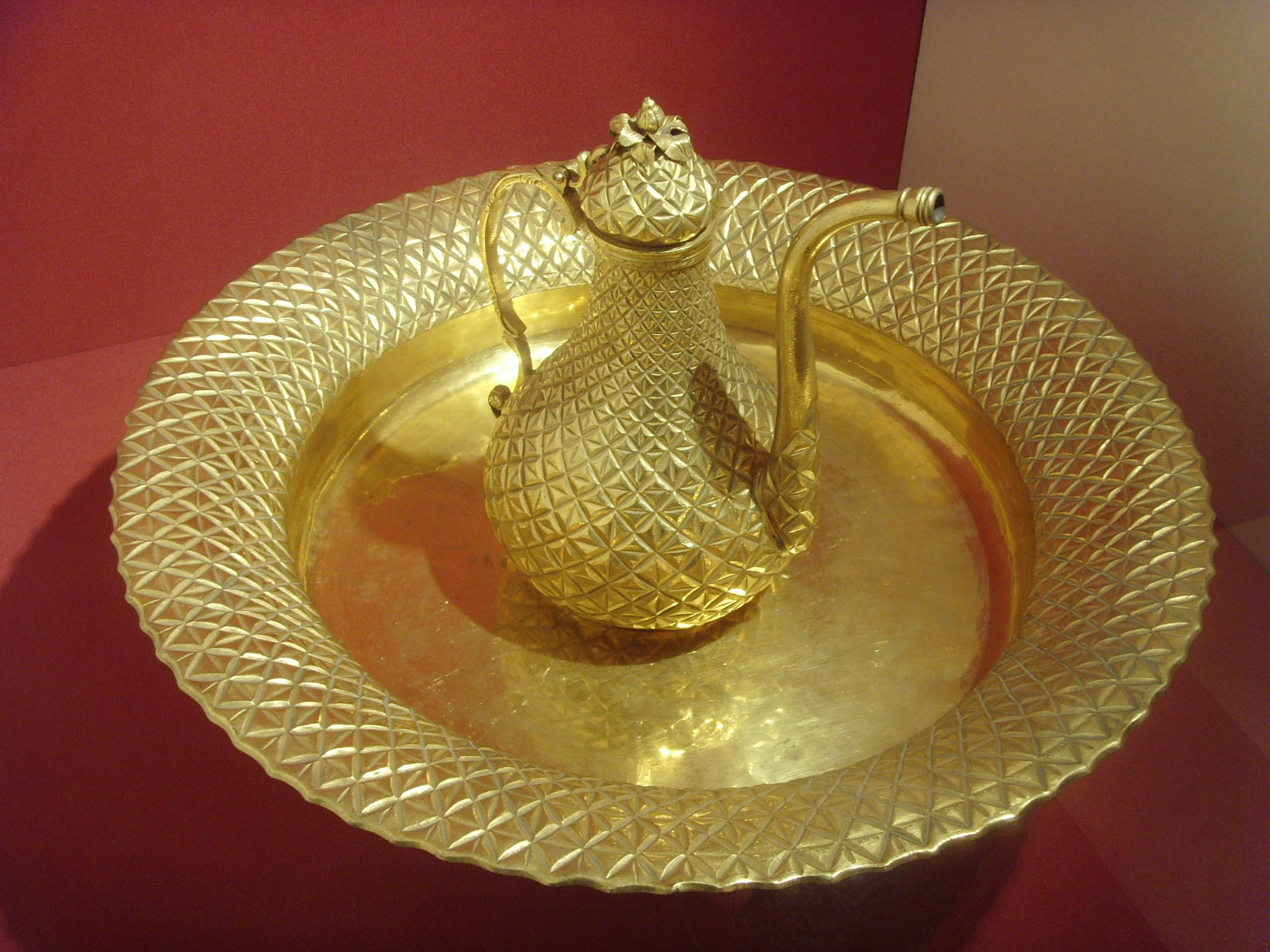
Кувшин и блюдо из томпака

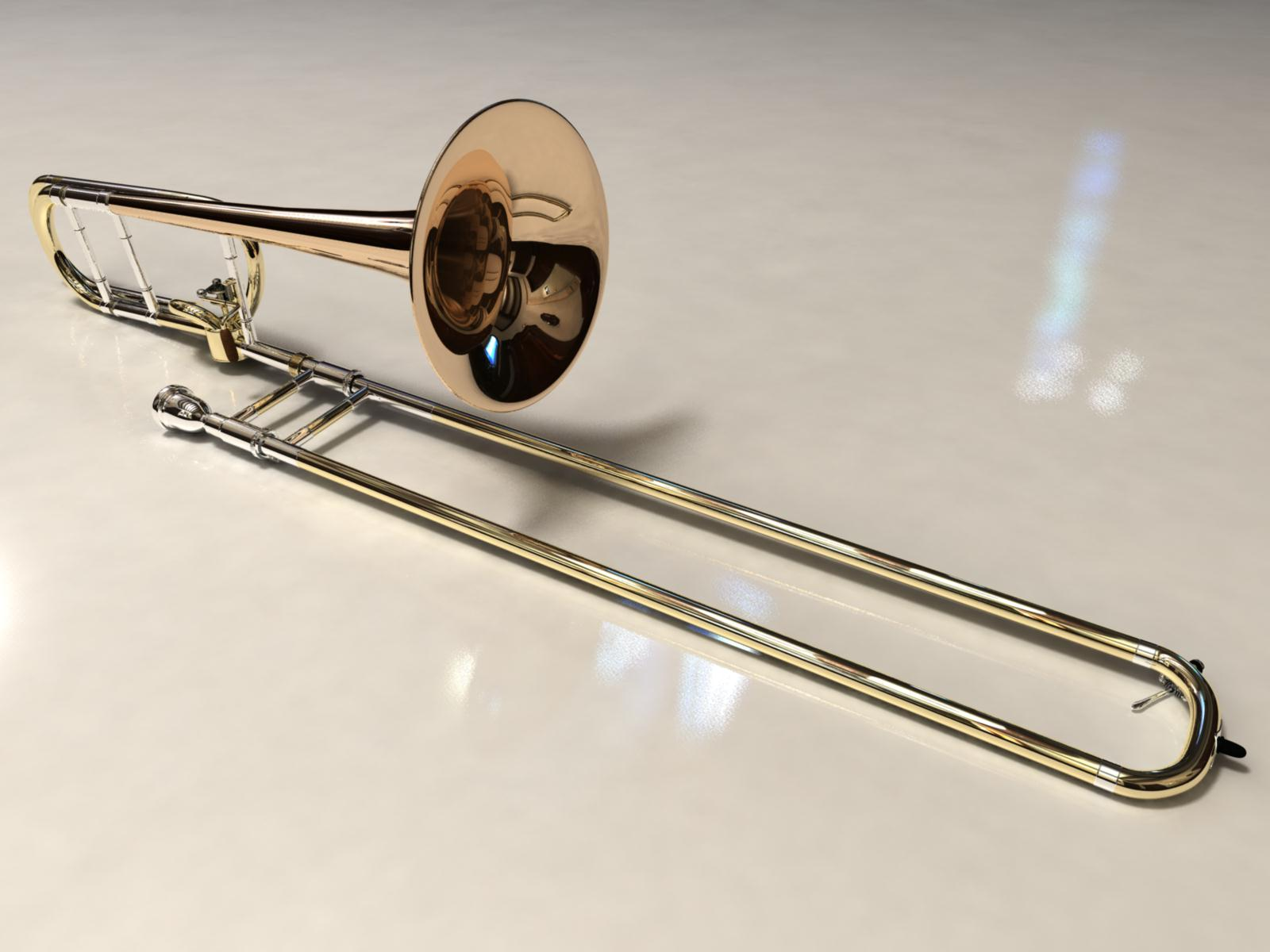
Тромбон с томпаковым (розовым) раструбом

Томпа́к (фр. tombac, от малайск. tambaga — медь, ср. тумбага), также хризохалк, симилор, ореид, хризорин, принцметалл — разновидность латуни (название двойной латуни без легирующих добавок) с содержанием меди 88—97% и с содержанием цинка до 10 % (томпак) или от 10 до 20 % (полутомпак).
Обладает высокой пластичностью, антикоррозионным и антифрикционными свойствами. Часто используется для имитации золота.

## История
Томпак издревле известен в южноамериканских доколумбовых цивилизациях, например, Моче или Кимбая, наряду с тумбага — сплавом меди и золота, а также в Юго-Восточной Азии (Индонезии). В Европе похожий сплав пинчбек был введён в употребление лондонским часовщиком Кристофером Пинчбеком в начале XVIII века.

## Свойства
Хорошо сваривается со сталью и благородными металлами. Обладает высокой коррозионной стойкостью, повышенной пластичностью, легко обрабатывается давлением в горячем и холодном состоянии. Имеет красивый цвет, хорошо поддаётся золочению и эмалированию.
Шотландский химик Эндрю Юр в 1856 году приводил несколько составов томпака, например, различные варианты Gilting Tombak — это сплав медь/цинк/свинец/олово в соотношениях:
- 82,0 : 18,0 : 1,5 : 3,0
- 82 : 18 : 3 : 1
- 82,3 : 17,5 : 0 : 0,2

## Применение
Находит широкое применение для плакирования стали и получения биметалла сталь-латунь. Томпак используют для изготовления радиаторных трубок, художественных изделий, знаков отличия и фурнитуры. Из стали, плакированной томпаком, изготавливаются оболочки пуль, снаряды и российские монеты номиналом 10 и 50 копеек. Во время Второй мировой войны канадское правительство выпускало монеты из томпака номиналом 5 центов (т. н. «никели»). Раньше часто использовался для изготовления часовых механизмов и часовых цепочек, а также для имитации золота («Латунь под позолоту»).
Благодаря хорошим резонаторным свойствам (за счёт своей пластичности) томпак применяется для изготовления раструбов и мундштучных трубок медных духовых инструментов. В англоязычных источниках с описанием характеристик таких инструментов томпак может именоваться как gold brass (золотая латунь), а просто латунь — yellow brass (жёлтая латунь).
Из томпака были изготовлены бронзовые медали Летних Олимпийских игр в Москве (1980), посеребренная медаль «Ветеран труда», а также медаль «Ветеран Вооружённых Сил СССР». В настоящее время из томпака делают школьные Золотые медали, покрывая их напылением с небольшим количеством настоящего золота.
Томпак был самым используемым материалом для изготовления памятных настольных медалей, выпускавшихся Ленинградским и Московским монетными дворами с 1936 по 1991 годы.